# 빌라 알메리코 카프라
빌라 알메리코 카프라(이탈리아어: Villa Almerico Capra)는 이탈리아의 북동부에 자리한 베네토주의 비첸차 외곽에 위치한 빌라이다. 라 로톤다(La Rotonda), 빌라 로톤다(Villa Rotunda), 빌라 라 로톤다(Villa La Rotonda), 빌라 카프라(Villa Capra), 빌라 알메리코(Villa Almerico)라고도 불린다. 이탈리아의 건축가 안드레아 팔라디오가 1566년경부터 설계하고 시공하였다. 빌라 알메리코 카프라는 ‘비첸차 시와 베네토 주의 팔라디오 빌라’(City of Vicenza and the Palladian Villas of the Veneto)에 포함되어 유네스코(UNESCO) 세계유산으로 등록되었다.

## 사진

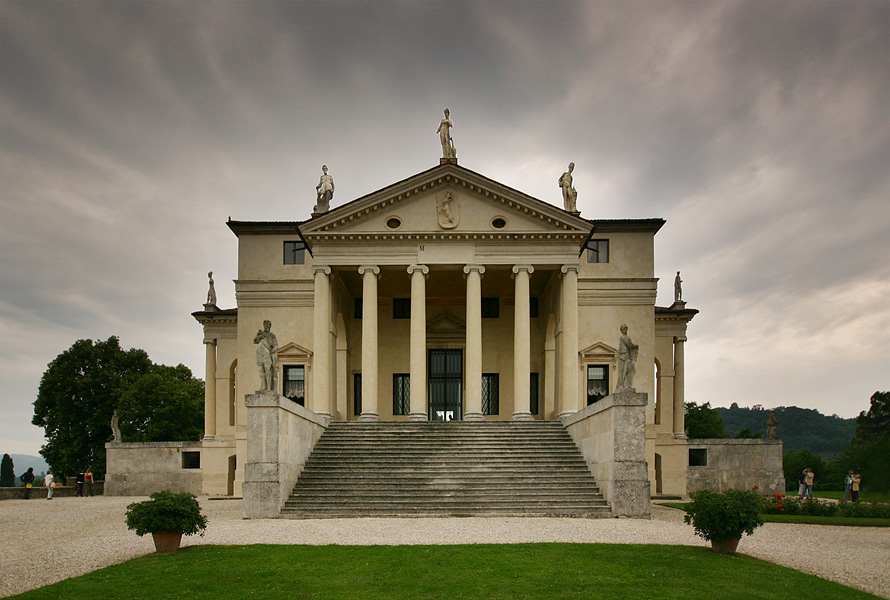
정면
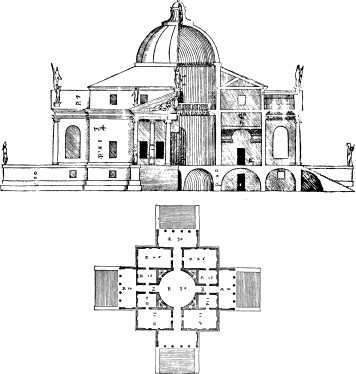
《건축 사서》에서 도면
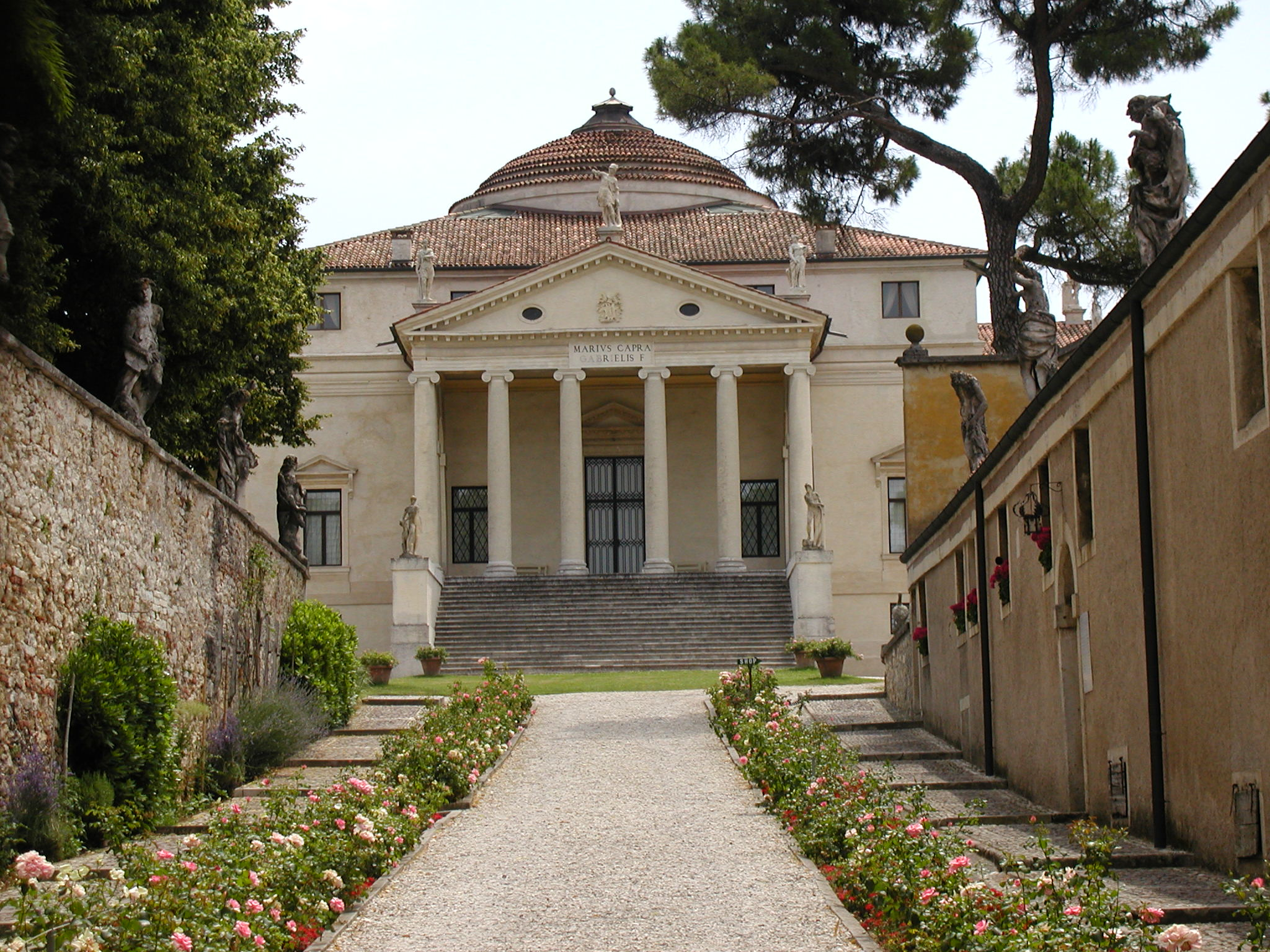
진입로
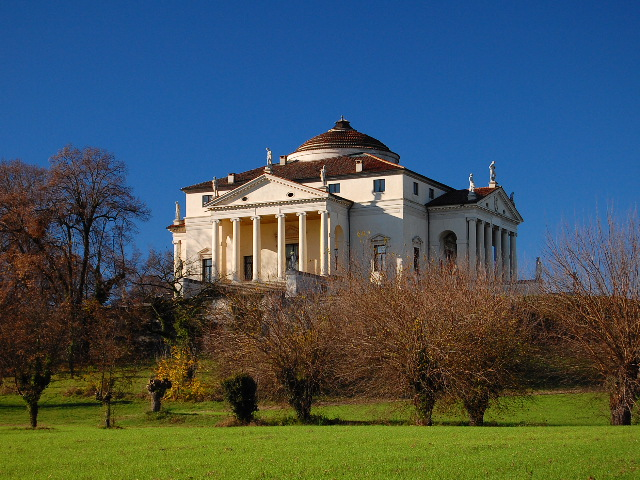
전경
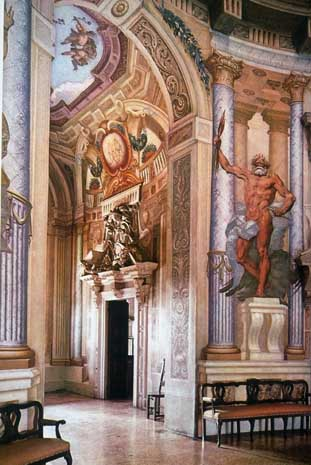
내부

## 같이 보기
- 안드레아 팔라디오
- 건축 사서